# Natalie Talmadge

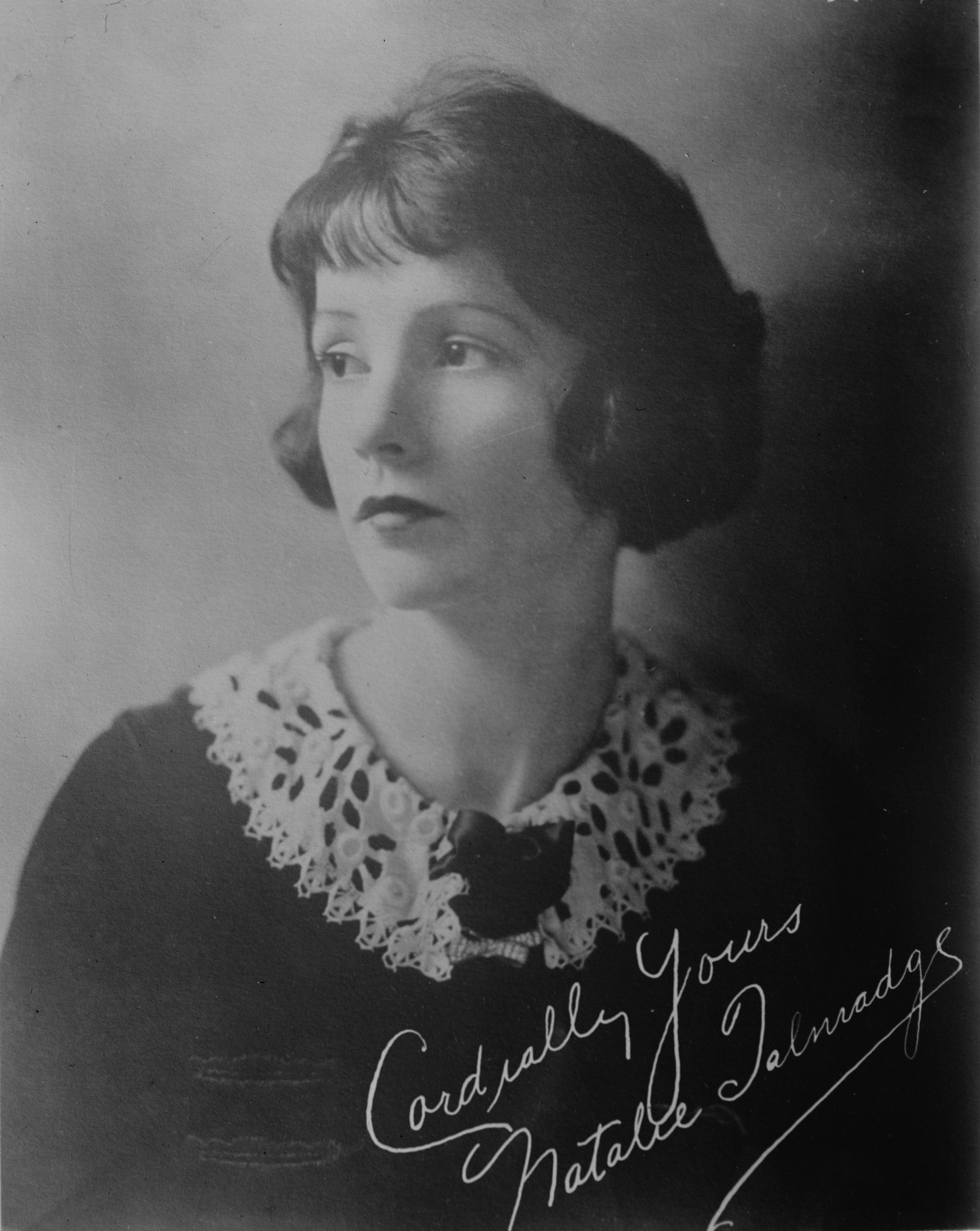
Natalie Talmadge

Natalie Mary Talmadge, genannt Nate (* 29. April 1896 in Brooklyn, New York; † 19. Juni 1969 in Santa Monica, Kalifornien), war eine US-amerikanische Schauspielerin der Stummfilmzeit. Sie war die erste Ehefrau des Stummfilmstars Buster Keaton.

## Leben
Talmadge war die mittlere Tochter von Frederick John Talmadge (1868–1925) und seiner Frau Margaret Louise José (1870–1933) und die Schwester von Norma (1894–1957) und Constance (1898–1973). Um 1908 trennte sich ihre Mutter von ihrem alkoholkranken Ehemann und zog mit ihren Töchtern nach Kalifornien. Dort wurden ihre Schwestern als Schauspielerinnen entdeckt und wurden bald zu Filmstars. Natalie Talmadge stieg dadurch ebenfalls in den Hollywood-Adel, obwohl sie selbst in der Filmbranche nie wirklich den Erfolg ihrer Schwestern erreichen konnte.
Im Jahr 1916 bekam Talmadge ihre erste kleine Rolle im Film Intoleranz unter der Regie von David Wark Griffith als Haremsdame. Zwischen 1916 und 1923 spielte sie in acht weiteren Filmen mit und schrieb 1918 zusammen mit Roscoe „Fatty“ Arbuckle das Drehbuch für den Film Out West mit Buster Keaton in der Hauptrolle. 
Über ihren Schwager Joseph Schenck lernte Talmadge Keaton kennen und lieben. Am 31. Mai 1921 heirateten beide in New Mexico. Aus der Ehe gingen zwei Söhne hervor: Joseph Talmadge Keaton aka Buster Keaton Jr. (1922–2007) und Robert Keaton (1924–2009). Das Ehepaar Keaton stand in den Hauptrollen des Filmes Verflixte Gastfreundschaft (Originaltitel Our Hospitality, 1923) gemeinsam vor der Kamera.
Die Ehe verlief turbulent und stand im Fokus der Öffentlichkeit. Das Ehepaar besaß eine kostspielige Villa im italienischen Stil in Los Angeles. Als im Jahr 1928 Keaton zur Filmproduktions- und Filmverleihgesellschaft Metro-Goldwyn-Mayer (MGM) wechselte, wirkte sich dies auf Busters Karriere ungünstig aus. Dieser verlor zusehends an Erfolg und litt zusehends unter Alkoholismus, was Talmadge dann auch später als Scheidungsgrund angab. Natalie Talmadge reichte 1932 die Scheidung ein – lange Auseinandersetzungen über Aufteilung des Vermögens und Sorgerecht der beiden Kinder folgten. In den folgenden Jahren verhinderte sie auch, dass Keaton die gemeinsamen Söhne sehen konnte, außerdem änderte sie die Namen ihrer Kinder.
Natalie Talmadge verlebte die folgenden Jahrzehnte bis zu ihrem Tod zurückgezogen von der Öffentlichkeit. Sie starb am 1969 im Alter von 73 Jahren an den Folgen eines Herzinfarkts und wurde in der Familien-Krypta der Talmadges beigesetzt.

## Filmografie
- 1916: Intoleranz (Intolerance)
- 1917: His Wedding Night
- 1917: A Country Hero (Kurzfilm)
- 1918: Out West (als Drehbuchautorin)
- 1919: The Isle of Conquest
- 1920: The Love Expert
- 1920: Yes or No
- 1921: Das verwunschene Haus (The Haunted House, Kurzfilm)
- 1921: Passion Flower
- 1923: Verflixte Gastfreundschaft (Our Hospitality)